# Renate Fischer (Richterin)
Renate Fischer (* 16. August 1963 in München) ist eine deutsche Juristin und seit 2014 Richterin am Bundesgerichtshof.

## Leben
Nach Abschluss ihrer juristischen Ausbildung trat Renate Fischer im Jahr 1990 in den höheren Justizdienst des Freistaats Bayern ein. Dort war sie zunächst bei der Staatsanwaltschaft bei dem Landgericht München I tätig und wurde 1993 zur Staatsanwältin auf Lebenszeit ernannt. Von Januar 1995 bis März 1999 erfolgte eine Abordnung als wissenschaftliche Mitarbeiterin zum Generalbundesanwalt beim Bundesgerichtshof. Hiernach wurde sie Richterin am Amtsgericht München. Sie war dort in privatrechtlichen Streitigkeiten tätig. Im September 2001 kehrte sie als Gruppenleiterin zur Staatsanwaltschaft beim Landgericht München I zurück. Im August 2005 wurde Renate Fischer Vorsitzende Richterin am Landgericht. Im Mai 2009 wurde sie Richterin am Oberlandesgericht München. Sie war am Oberlandesgericht München Beisitzerin und wurde auch als stellvertretende Vorsitzende des 5. und 6. Strafsenats eingesetzt. Renate Fischer nahm zum Zeitpunkt ihrer Ernennung als Richterin am NSU-Prozess vor dem Oberlandesgericht München teil.
Das Präsidium des Bundesgerichtshofs hat Renate Fischer dem 1. Strafsenat des Bundesgerichtshofes zugewiesen.